# 8237 Constable
A 8237 Constable (ideiglenes jelöléssel 7581 P-L) a Naprendszer kisbolygóövében található aszteroida. Cornelis Johannes van Houten, Ingrid van Houten-Groeneveld és Tom Gehrels fedezte fel 1960. október 17-én.
Nevét John Constable (1776–1837) angol tájképfestő után kapta.